# Kvitfjell

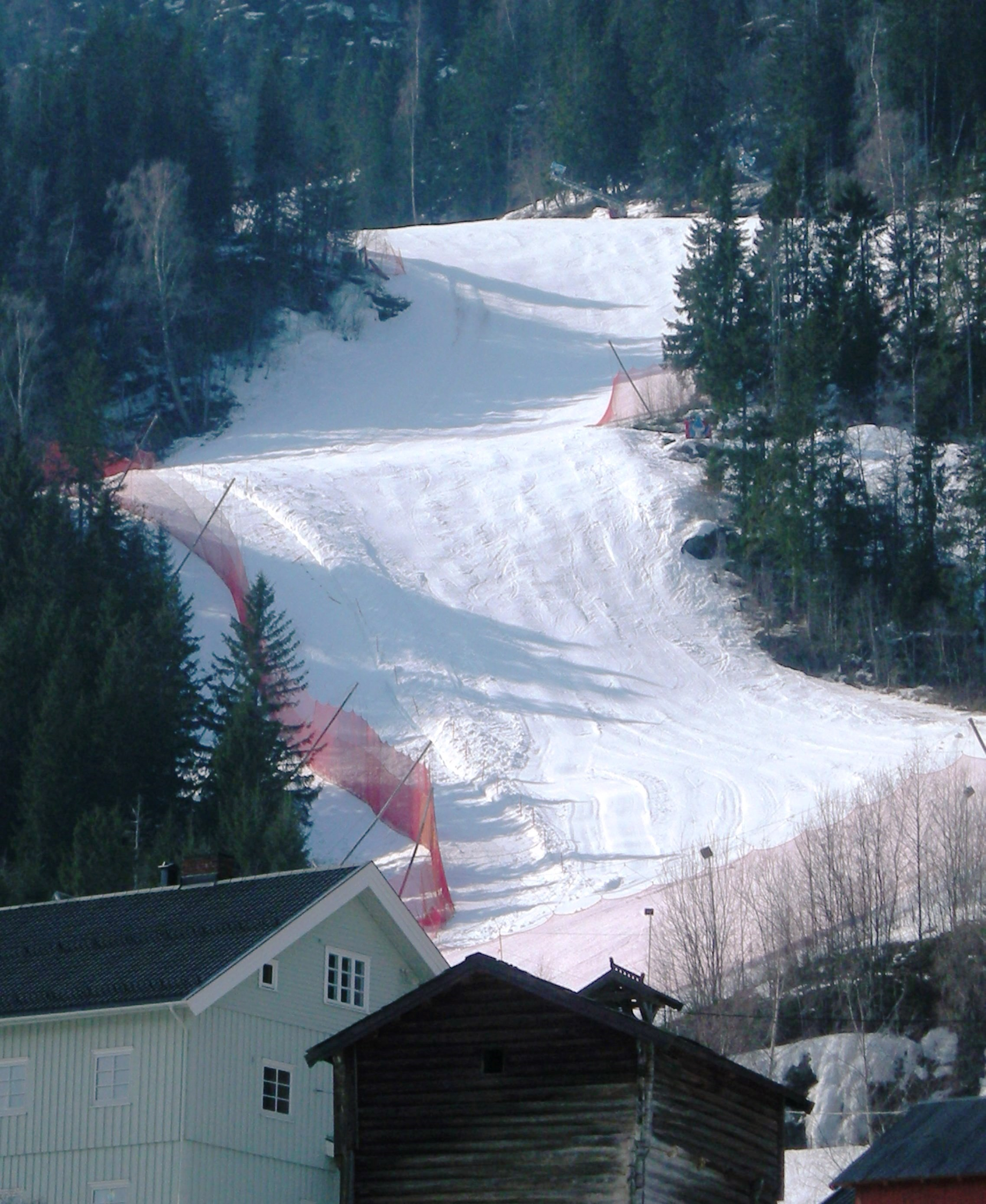
Una pista de esquí en Kvitfjell.

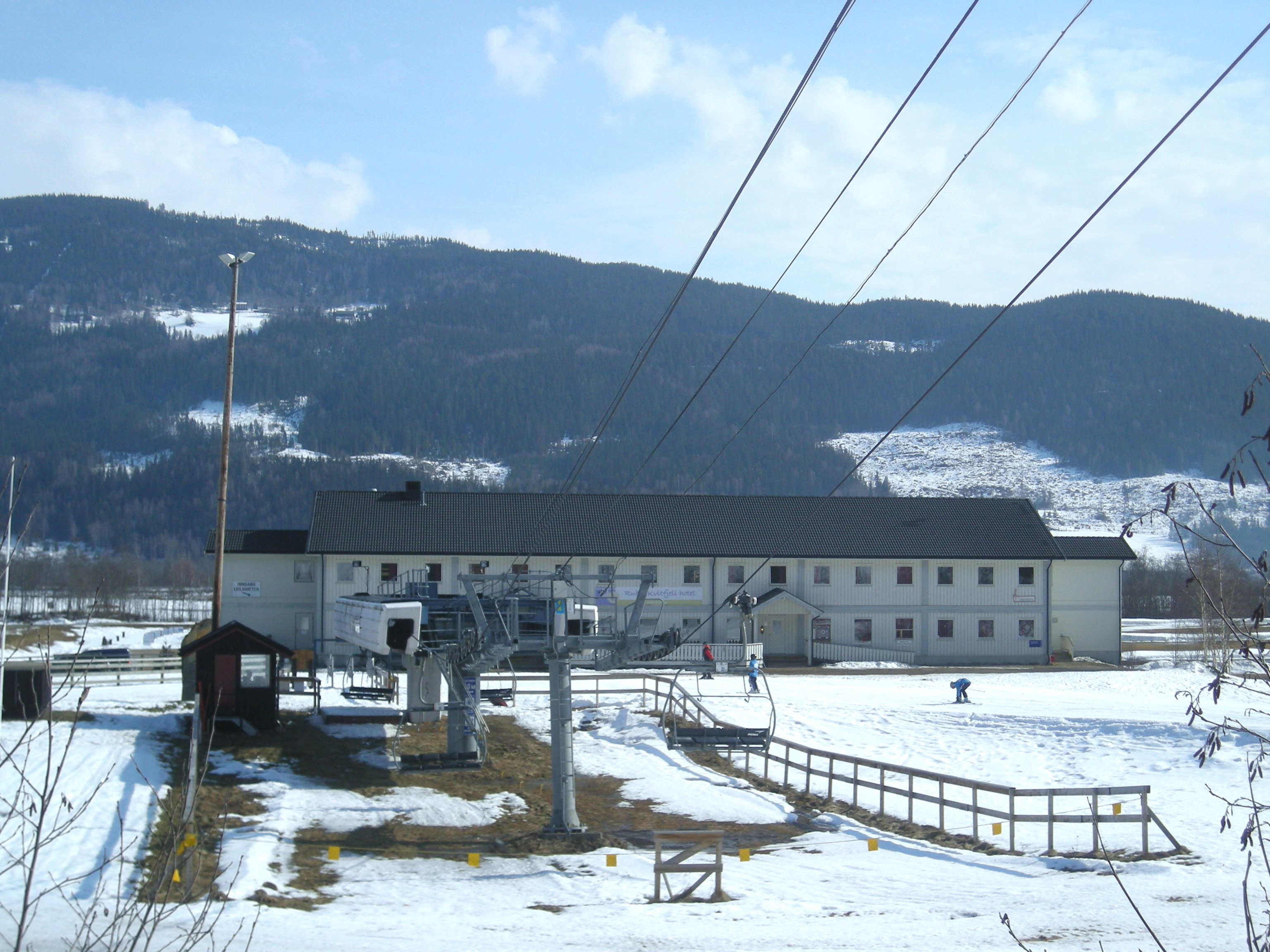
El remonte de Kvitfjell.

Kvitfjell es una estación de esquí situada en el municipio de Ringebu en Oppland, a unos 45 minutos al norte de Lillehammer en coche. La instalación tiene nueve ascensores y una capacidad de elevación de 12,000 personas por hora. La altura máxima de caída es 854 m.
Kvitfjell tiene alrededor de 25 kilómetros de descenso en total y el descenso más largo es de 3,5 km. Hay aproximadamente 600 km de senderos de esquí de fondo que parten desde  Kvitfjell.
Kvitfjell abrió su primera etapa en 1991 y fue utilizada durante los Juegos Olímpicos de Lillehammer en 1994. Después se ha celebrado allí un campeonato anual. El lado oeste de Kvitfjell está habilitado para familias con niños, con acceso fácil desde la E6. Hay un autobús gratuito desde Kvitfjell a la estación de esquí de Hafjell.